# Henri Lorent
Henri Lorent (Courcelles, 23 oktober 1930) is een Belgisch voormalig syndicalist voor het ABVV.

## Levensloop
Na zijn middelbare studies volgde hij de militantenopleiding aan de Arbeidershogeschool. Tevens was hij actief bij de Socialistische Jonge Wacht. Na de Tweede Wereldoorlog ging hij aan de slag bij de Centrale der Metaalbewerkers van België (CMB) regio Charleroi. Hierop aansluitend werd hij werd hij bestendig secretaris van de Socialistische Mutualiteit.
In 1961 ging hij aan de slag als propagandist bij de Algemene Centrale (AC) van de regio Charleroi. Op 31 maart 1967 werd hij aangesteld als adjunct-secretaris en op 12 oktober 1984 als algemeen secretaris van deze vakcentrale. In deze hoedanigheid volgde hij Juan Fernandez op, zelf werd hij opgevolgd als algemeen secretaris door Michel Nollet in 1991.